# Nephrodium moulmeinense
Nephrodium moulmeinense là một loài thực vật có mạch trong họ Dryopteridaceae. Loài này được (Colebr. ex Wall.) Bedd. miêu tả khoa học đầu tiên năm 1876.